# بخش بلاری
بخش بلاری (به انگلیسی: Bellary district) یک منطقهٔ مسکونی در هند است که در Gulbarga Division واقع شده‌است. بخش بلاری ۴٬۲۵۲ کیلومتر مربع مساحت و ۱٬۴۰۰٬۹۷۰ نفر جمعیت دارد و ۴۴۹ متر بالاتر از سطح دریا واقع شده‌است.